# Фотиева схизма

Византийская империя в 867 году

Фо́тиева схи́зма — название церковного раскола, встречающееся как в исторических документах, так и в современной западной историографии. Раскол между константинопольской патриархией и папством длился с 863 по 867 год. Константинопольскую патриархию в это время возглавлял патриарх Фотий (858—867, 877—886), во главе Римской курии был Николай I (858—867). Считается, что хотя формальным поводом к расколу стал вопрос о законности избрания Фотия на патриарший престол, глубинная причина раскола лежала в желании папы распространить своё влияние на епархии Балканского полуострова, что встретило сопротивление со стороны Восточной Римской империи. Также с течением времени усиливался личный конфликт между двумя иерархами.
К середине IX века Восточная часть Христианской церкви уже длительное время находилась в состоянии внутреннего конфликта. Борьба между сторонниками и противниками иконопочитания завершилась в 843 году поражением иконоборцев, но в победившей церковной партии не утихала борьба консервативного и либерального направлений. В борьбе за власть между императором Михаилом III (842—867) и его матерью Феодорой, представлявший консерваторов патриарх Игнатий (847—858, 867—877) встал на сторону императрицы и был низложен. Его преемником, поддержанным церковными либералами, стал не принадлежавший до этого к духовенству чиновник и учёный Фотий. Хотя возведение в патриархи из мирян ранее уже было в церковной истории, сторонники свергнутого патриарха Игнатия объявили избрание Фотия незаконным и обратились к папе. Папа Николай I, воспользовавшийся этой ситуацией для утверждения догмата о примате епископа Рима, попытался выступить в качестве верховного арбитра в данном споре, отказывая Фотию в признании его патриархом. К 867 году Николай и Фотий отлучили друг друга от церкви. Тем не менее пользовавшийся поддержкой Михаила патриарх находился у власти до тех пор, пока в результате государственного переворота императором в 867 году не стал Василий I (867—886), после чего Фотий был низложен, а Игнатий восстановлен в качестве патриарха.
После смерти Игнатия в 877 году Фотий вернул себе патриарший престол, а Четвёртый Константинопольский собор (869—870) окончательно завершил раскол. Хотя причины «фотиевой схизмы» лежали преимущественно в плоскости церковного права, вопрос о филиокве, поднятый при осуждении Римского папы патриархом Фотием, продолжил оставаться основным разногласием между церквями Востока и Запада христианского мира, приведя к Великому расколу 1054 года.

## Предыстория

### Происхождение партий «игнатиан» и «фотиан»

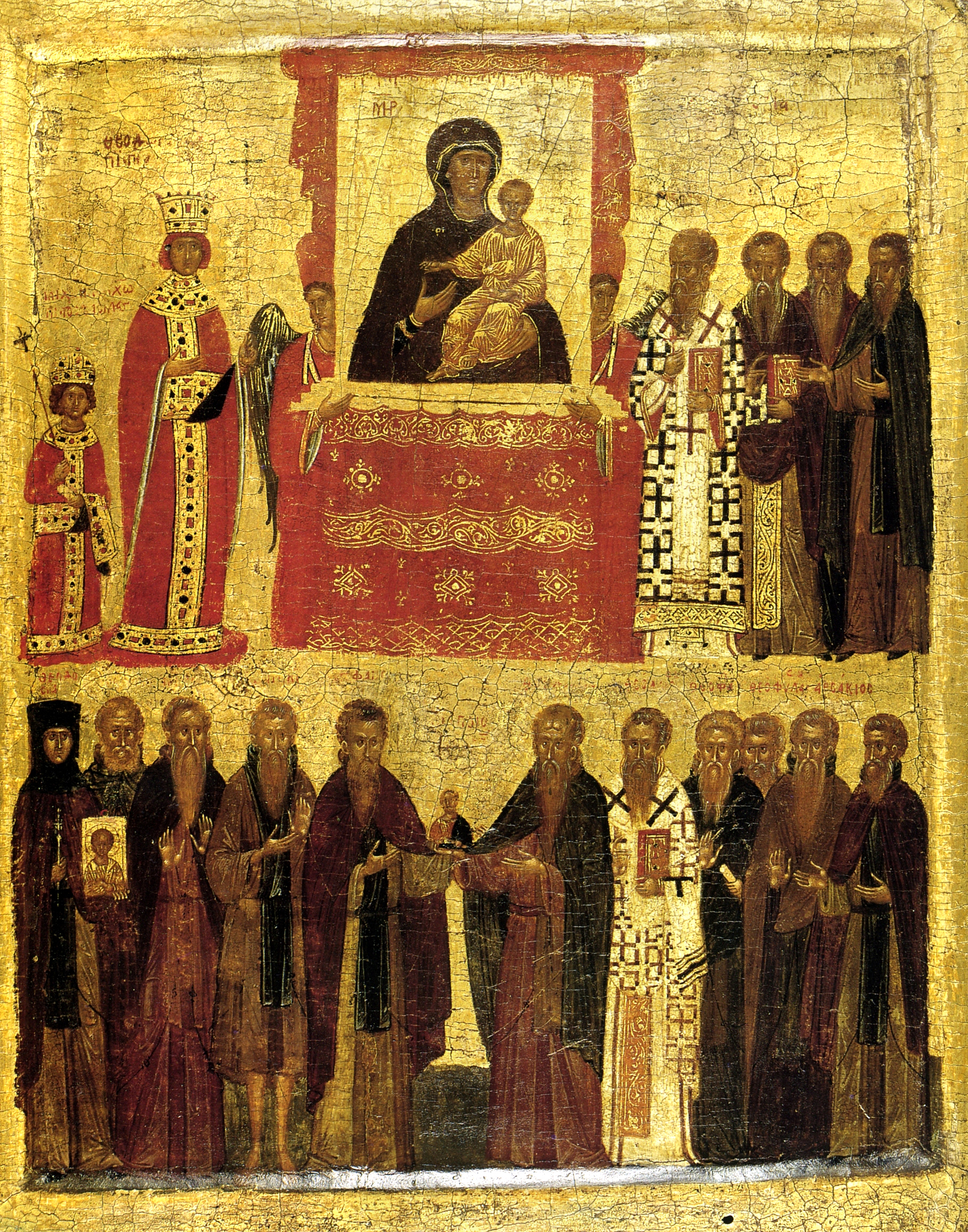
Икона «Торжество православия», XIV—XV век. Слева вверху императрица Феодора с Михаилом III, первый справа вверху патриарх Мефодий

Истоки конфликта партий сторонников патриархов Фотия и Игнатия традиционно находят в гораздо более ранних событиях. Так, американский византинист Ф. Дворник связывает его с древней традицией политической борьбы в Византии в рамках противостояния партий ипподрома, где партия «голубых» разделяла религиозные взгляды более близкие к государственной церкви, чем партия «зелёных» . Поскольку обе рассматриваемые церковные партии были сторонниками иконопочитания, непосредственные причины для их разногласий касались канонического права и вопросов взаимоотношений церкви и государства, возникших в иконоборческий период. При этом партия церковного большинства выступала за проведение политики «икономии» (от др.-греч. οἰκονομία, «домостроительство»), то есть достижения разумного компромисса с государственной властью, допуская временное ослабление некоторых церковных законов в связи с просьбой монарха или других высших интересов. Противоположная партия, соответственно, таких отклонений не допускала.
Так, меры, принятые патриархом Тарасием против бывших иконоборцев, были сочтены частью церковнослужителей недостаточно строгими. В числе противников Тарасия были некоторые влиятельные монахи, которые обратились за поддержкой в Рим, где их точка зрения была поддержана. Затем в конфликт на стороне противников патриарха включились монахи известного столичного Студийского монастыря — студиты. С течением времени к обвинениям против Тарасия добавились слухи о том, что он продаёт церковные должности. Также ему ставили в вину, что он был возведён в патриархи из мирян. Новый повод к осуждению Тарасию со стороны радикального духовенства дал второй брак императора Константина VI с Феодотой заключённый в 795 году после заключения в монастырь его первой жены Марии Амнийской. Хотя патриарх не приветствовал этот брак и, в нарушение традиций, не венчал императора лично, церковная оппозиция, возглавляемая студийскими монахами и настоятелем Саккудианского монастыря игуменом Платоном, дядей Феодора Студита, прервали церковное общение с Тарасием. Более того, основываясь на некоторых церковных правилах, оппозиционеры сформировали теоретическое обоснование своему неподчинению патриарху и вообще любому иерарху церкви, совершающему непозволительные поступки. В 797 году Константин VI был ослеплён по приказу своей матери императрицы Ирины (797—802), после чего Тарасий лишил духовного сана пресвитера Иосифа, совершившего незаконный брак. На этом конфликт временно прекратился.
Поддержанное Ириной избрание на патриарший престол Никифора (806—815), также из мирян, не было одобрено студитами. Когда по просьбе императора Никифора I (802—811) с упомянутого выше Иосифа было снято церковное запрещение, монахи Студийского монастыря отделились от патриарха. Когда поместный собор, состоявшийся в январе 809 года, подтвердил решение патриарха, а Платон и Феодор были изгнаны на Принцевы острова, студиты объявили собор неканоническим и объявили возникшую «прелюбодейную ересь» следствием ошибок, допущенных Тарасием. Согласно точке зрения студитов, после возвращения в церковь Иосифа, в Византии перестала существовать законная церковная иерархия. Ими было направлено несколько писем к папе Льву III (795—816) с просьбой присоединиться к ним в осуждении происходящего , однако папа не стал вмешиваться. Воцарившийся после Никифора Михаил I Рангаве (811—813) добился от патриарха Никифора повторного осуждения Иосифа и церковный мир был восстановлен.
Конфликт двух православных церковных партий временно прекратился с воцарением иконоборца Льва V Армянина (813—820) и удалением его основных участников в ссылку. По крайней мере, когда император Михаил II Травл (820—829) вернул из ссылки Феодора Студита, последний ходатайствовал за сосланного патриарха Никифора. С восстановлением иконопочитания в марте 843 на созванном при поддержке императрицы Феодоры соборе, новый патриарх Мефодий (843—847) столкнулся с теми же проблемами, что и Тарасий за полвека до него — меры, предпринимаемые Мефодием против бывших иконоборцев частью духовенства были сочтены недостаточно жёсткими. Основными противниками «икономии» вновь стали монахи Студийского монастыря. Попытки Мефодия примирить партии к успеху не привели. В 847 году он умер, и его место по воле Феодоры занял выходец из монашеской среды Игнатий.

### Ранняя карьера Фотия
О ранних годах жизни Фотия известно немногое. Дата его рождения неизвестна и определяется, исходя из косвенных данных, между 800 и 828 годами. Семья, к которой он принадлежал, занимала видное положение в византийском обществе — будущий патриарх приходился внучатым племянником патриарху Тарасию (784—806), известному противнику иконоборчества, председательствовавшему на Седьмом Вселенском соборе. В период торжества партии иконоборцев семья Фотия была отправлена в ссылку, а их имущество было конфисковано. Сообщается, что Фотий вместе со своими родителями был анафематствован одним из иконоборческих соборов. Вероятно, имущество семьи было конфисковано не полностью либо оно было возвращено после восстановления иконопочитания при императрице Феодоре, правившей регентшей при своём сыне Михаиле III в 842—856 годах. Благодаря этому, Фотий смог получить хорошее образование, а впоследствии был довольно богат.
Неизвестно, кто были учителя Фотия. По мнению Фёдора Россейкина, к их числу могли принадлежать учёный Лев Математик, сицилийский монах и будущий патриарх Мефодий и епископ Сиракуз Григорий Асбеста. Выдающаяся образованность Фотия, приобретённая, по мнению недоброжелателей, путём продажи души дьяволу, позволила ему начать успешную преподавательскую деятельность. Радикальные монахи выступали категорически против научных исследований, полагая полученные таким образом знания языческими и ненужными. То, что учёным покровительствовали императоры-иконоборцы, только подтверждало этот взгляд.
Приобретённая Фотием на педагогическом поприще известность привлекла к нему внимание правительства, и он был приглашён ко двору, где в то время наибольшим влиянием пользовались логофет Феоктист, полководец Мануил Армянин и брат императрицы Варда. В начале 840-х годов наиболее сильны были позиции Феоктиста — Мануил предпочёл удалиться из дворца сам, а Варда проигрывал в борьбе с всесильным логофетом.
Карьера Фотия развивалась стремительно, вскоре он достиг высоких званий протоспафария, протасикрита, а затем стал сенатором. Императрица выдала за его родственника Сергия свою младшую сестру Ирину.

### Первое патриаршество Игнатия и избрание Фотия
После смерти в 847 году патриарха Мефодия выбор императрицы Феодоры остановился на зарекомендовавшем себя своей подвижнической жизнью Игнатии. В возрасте 14 лет Игнатий, сын свергнутого в 813 году Михаила I Рангаве, был оскоплён, принял монашество и с тех пор жил в монастыре Сатира, не принимая участия в мирской жизни. В результате такой духовной изоляции, как полагают исследователи, у Игнатия не было достаточного опыта, чтобы решать обширные административные задачи по управлению огромной митрополией, а бескомпромиссное благочестие проявлялось также в форме резких поступков по отношению к более либеральной части духовенства. Примечателен эпизод, когда Игнатий не позволил присутствовать на своём посвящении Григорию Асбесте, изгнав его из храма, что было равносильно временному запрету священнодействовать. Причины этого неизвестны и, возможно, связаны с отрицательным отношением Игнатия к своему предшественнику. Последовавшее расследование не дало повода для осуждения Григория, и Игнатий снял запрет, однако теперь уже Асбеста отказался от примирения. Неоднократные попытки патриарха избежать нового раскола ни к чему не привели. Такое упорство епископа было уже явным каноническим нарушением, и на одном из соборов между 848 и 854 годами Асбеста был осуждён как схизматик, не подчиняющийся законной власти. Григорий не признал этого постановления и апеллировал к папе. Ни Лев IV (847—855), ни Бенедикт III (855—858) не утвердили приговор. Лев IV затребовал у Игнатия выслать соборные акты, чего тот не сделал. Бенедикт III до окончания своего расследования временно запретил Асбесте священнослужение. Асбеста этому запрету не подчинился, а в 856 году он был осуждён в Константинополе повторно. Известно, что Григорий был близким другом Фотия, и впоследствии недоброжелатели обвиняли его в участии в этом конфликте с целью занятия патриаршего престола, в частности в том, что Фотий ходатайствовал перед Вардой против Игнатия. Возможно, что на Фотия могло распространяться отлучение, наложенное на всех, кто состоял в общении с Асбестой.
В 857 году произошёл государственный переворот — Феоктист был убит в результате заговора Варды и вверенного ему на воспитание юного императора Михаила III. Смерть фаворита стала ударом для императрицы, которая не пожелала примириться с сыном и удалилась от управления государством. Михаил был провозглашён единодержавным императором. Однако семнадцатилетний император предпочитал предаваться развлечениям, среди которых основным были гонки колесниц, поэтому фактическое управление сосредоточилось в руках Варды. В новых обстоятельствах положение Игнатия и его партии ухудшилось. Помимо того, что Варда не разделял ригоризм монахов, с января 858 года между ним и патриархом началась личная вражда после того, как Игнатий не допустил Варду к причастию, осудив, предполагаемую Игнатием, его незаконную связь с вдовой своего умершего сына. В том же году был раскрыт инспирированный Феодорой заговор против Варды, а затем в столице появился самозванец, объявивший себя сыном Феодоры от другого мужа. Требование Михаила постричь императрицу и своих сестёр в монахини Игнатий отверг, указывая на отсутствие у них на то желания. Варда обвинил Игнатия в симпатиях к самозванцу и вскоре 23 ноября 858 года патриарх был сослан на остров Теревинф. Отказавшись добровольно отречься, Игнатий связал своих сторонников запрещением совершать богослужения в Софийском соборе.
После того, как Игнатий отверг неоднократные просьбы отречься, встал вопрос об избрании нового патриарха. После долгих совещаний духовное и светское руководство остановились на Фотии, как не принадлежащей ни к одной из церковных партий кандидатуре. В его пользу были православный образ мысли, хорошее происхождение, богатство, родство с царской семьёй. В силу традиции, или учитывая, что с канонической точки зрения патриаршая кафедра вакантной не была, на первое предложение занять её Фотий ответил отказом. Однако партия Асбесты продолжала настаивать на его кандидатуре, а Игнатий согласился разрешить своим сторонникам принимать участие в выборах, если кандидат будет не из схизматиков. Последним доводом, после которого самые непримиримые игнатиане согласились поддержать Фотия, стало подписание последним расписки в том, что Фотий состоит в общении с церковью и патриархом Игнатием и обещает почитать последнего как отца, будет пользоваться его советами, не будет преследовать его сторонников, не будет принимать обижающих его.
После того, как выборы состоялись и были признаны всеми, было произведено посвящение нового патриарха. Для этого его в течение 6 дней провели по всем иерархическим степеням: 20 декабря 858 Фотий был пострижен в монахи, а 25 декабря он был рукоположен в епископы и получил патриарший жезл из рук Григория Асбесты.

### Фотий и Игнатий
Избрание Фотия прекратило раскол в церкви. Об этом он сам сообщил в послании к патриарху Антиохийскому, это мнение разделяло всё общество и даже в целом недоброжелательный к Фотию автор жизнеописания Игнатия Никита Пафлагон. Однако вскоре выяснилось, что активные участники церковных партий имеют различное представление о том, каков должен быть образ действий нового патриарха. Игнатиане полагали, что согласно данной Фотием расписке тот должен если не примкнуть к ним открыто, то как минимум полностью поддерживать направление прежнего патриарха или даже, согласно Никите, «поступать во всём согласно его воле». Григорий Асбеста с бо́льшим основанием ожидал от Фотия противоположного. Когда выяснилось, что ожидания игнатиан напрасны, они возобновили борьбу. Что стало непосредственным поводом к их выступлению, точно неизвестно, но по мнению российского историка-эллиниста А. Пападопуло-Керамевса причиной могло быть непровозглашение Игнатию многолетия как патриарху по распоряжению правительства. Менее чем через два месяца после избрания Фотия недовольные епископы организовали в храме Святой Ирины собор, на котором заочно осудили Фотия, объявили его низложенным, а его приверженцев отлучёнными. В ответ Фотий созвал свой собор в церкви Апостолов, на котором наложил анафему на своих противников и осудил Игнатия. Согласно византийскому историку Зонаре, этот собор, вместе с состоявшимся позже в 861 году, вместе назывались «Перво-второй или Двукратный собор».
Хотя правительство не предприняло никаких репрессивных мер против продолжавшегося в течение 40 дней собора игнатиан, положение изгнанного Игнатия ухудшилось. Вначале у его слуг пытались пытками добыть показания против него. Затем Игнатий был переведён на остров Иера, где содержался в козьем хлеву. После тюремного заключения в Нумере, он был в августе 859 года переведён в Митилену. Преследованиям подверглись также сторонники Игнатия. Так, некоему священнику Власию вырвали язык. Общественное мнение, зафиксированное в многочисленных сочинениях противников Фотия, обвиняло в этих событиях нового патриарха и Варду. Сохранились письма Фотия последнему, в которых тот выражает сожаление о происходящем и сочувствие жертвам репрессий, сообщая, что неоднократно ходатайствовал о более мягких мерах воздействия. По мнению историка кардинала Й. Хергенрётера, эти сожаления и моральные терзания не были искренни, так как в противном случае он бы отказался от навязанного ему положения.
Укрепляя свою власть, Фотий поставил на ключевые кафедры своих сторонников, смещая сторонников Игнатия. Асбеста был восстановлен в Сиракузах, в Халкидон Фотий назначил своего друга Захарию, в Кизик — Амфилохия, с которым поддерживал учёную переписку и т. д. Партию игнатиан возглавляли епископы Митрофан Смирнский и Стиллиан Неокесарийский, а также архимандрит Студийского монастыря Феогност. В целом, в этот раз студиты были менее активны, чем в предыдущие расколы. Возможно, так произошло благодаря назначению туда лояльных к государственной власти настоятелей.

## Отношения с Римом

### Попытка добиться признания избрания Фотия со стороны папы
Согласно установившемуся обычаю, новый константинопольский патриарх направлял восточным патриархам и папе римскому послания, в которых уведомлял о своём избрании и просил принять его в общение. Послания патриархам были направлены, вероятно, сразу же, однако послание папе, которым с апреля 858 был Николай I, отложили до окончания смуты. Было составлено два письма — от императора и патриарха. Для их доставки в Рим было отправлено представительное посольство, в которое входил зять императора спафарий Арсавир и четыре епископа, один из которых, Захария, ранее был в Риме, ходатайствуя в пользу Григория Асбесты. Письмо Михаила не сохранилось, и его текст можно приблизительно реконструировать из ответа Николая. В нём сообщалось, что Игнатий без причины оставил свою кафедру, после чего на основании свидетельских показаний на соборе был осуждён и низложен. Также в вину прежнему патриарху ставилось неподчинение решениям пап Льва и Бенедикта. Далее в письме сообщалось о возобновившемся в Константинополе иконоборческом движении, для пресечения которого предполагалось созвать собор с участием папских представителей. Письмо Фотия напоминало письма, разосланные патриархам и включало в себя описание его душевных мук по поводу вынужденного согласия занять патриарший престол, а также сжатое изложение православного символа веры. Посольство прибыло в Рим летом 860 года, и было принято папой в базилике Санта-Мария-Маджоре.
Поскольку приехавшие епископы были рукоположены Фотием, важно, в каком качестве они были приняты папой — епископов или простых мирян. Явного ответа на этот вопрос источники не дают, и исследователи отвечают на него по-разному. Николай решил воспользоваться этой ситуацией для укрепления авторитета папского престола и, полагая примат епископа Рима непреложным догматом, истолковал обращение византийцев как просьбу об утверждении нового патриарха, хотя с такой просьбой к нему никто не обращался. Соответственно принятой папой на себя роли верховного судьи, он усмотрел в данном деле два нарушения: во-первых, решение об отстранении Игнатия было принято без ведома римской кафедры и, во-вторых, избрание Фотия из мирян не является каноничным. Это дало папе право объявить суд над Игнатием и назначить перерасследование дела через своих легатов, чтобы затем, на основании их донесения, самому принять решение в Риме. Николай созвал собор, на котором легатами были избраны епископы Родоальд Портуенский и Захария Ананьинский. Они получили поручение, избегая общения с Фотием, произвести по делу Игнатия следствие, и полномочие окончательно решить на константинопольском соборе иконоборческий вопрос. Легаты должны были передать императору и Фотию письма. В более обширном письме к императору, прослеживая апостольское преемство от святого Петра, Николай объясняет, почему без согласия римского престола не может быть решено ни одно дело — тем более такое, когда без достаточных свидетелей осуждается патриарх, который при этом своей вины не признал. Ссылаясь на решения Сардикийского собора, а также постановления своих предшественников, папа обосновывал неканоничный характер посвящения Фотия из мирян. Также папа обращается к императору с просьбой возвратить римской церкви издавна принадлежащие ей фессалоникийский экзархат, сицилийскую и калабрийскую патримонии и право назначать сицилийского епископа. В письме к Фотию, не называя его епископом, папа с сожалением констатирует, что не может признать его посвящение правильным, откладывая своё согласие до окончания расследования. При этом, однако, Николай воздержался от признания незаконным низложение Игнатия.

### Собор 861 года
В конце декабря 860 года посольство Арсавира вместе с легатами прибыли в Константинополь. В Родосто послы были встречены посланными правительством и патриархом чиновниками, вручившими им в подарок одежды. В сочинениях врагов Фотия это было трактовано как подкуп легатов, а сами легаты потом оправдывались перед папой, что им угрожали ссылкой. В любом случае, они вышли за рамки своих первоначальных полномочий, согласившись участвовать в суде над Игнатием. При этом византийским правительством данный суд был объявлен не пересмотром принятых в 859 году решений, но только судом высшей инстанции, от которого ожидается подтверждение ранее принятых решений.
Поскольку большая часть актов собора, начавшего свою работу весной 861 года в храме Апостолов, была сожжена на Константинопольском соборе 869 года после возвращения к власти игнатиан, о его ходе известно в основном из сочинений противников Фотия. В этом представительном собрании участвовало 318 епископов, папские легаты Родоальд и Захария. Также присутствовали император Михаил III и кесарь Варда. По-видимому, на первое заседание было решено позвать Игнатия, ранее возвращённого из ссылки. После некоторых препирательств по поводу того, в какой одежде ему надлежит явиться, Игнатий согласился прийти на собор. Прибыв, Игнатий потребовал от легатов изгнания из собора «прелюбодея» Фотия, а после отказа отверг правомочность этого суда. Затем сторонники Игнатия начали требовать его восстановления, на что было сделано возражение, что они сами в своё время поддержали избрание Фотия, а сановники стали пытаться добиться от Игнатия заявления о своём отречении от патриаршей кафедры, что тот сделать отказался. На второе заседание Игнатий не пришёл, требуя, чтобы согласно постановлению папы Иннокентия I (402—417) на время разбирательства ему была возвращена кафедра. На следующее заседание Игнатий пришёл после длительных переговоров, и его вновь пытались заставить сделать формальное отречение. После чего было представлено 72 свидетеля, показавших, что избрание Игнатия, совершённое по воле императрицы Феодоры, противоречило 30-му апостольскому правилу и потому не было каноничным. После чего Игнатий был признан виновным и подвергся расстрижению.
Собором было принято 17 правил в основном дисциплинарного характера, последнее из которых впредь запрещало возводить кого-либо из мирян в епископское достоинство. Папа Николай I собор 861 года назвал «разбойничим» и выразил недовольство тем, что легаты приняли сторону Фотия; на Востоке же этот собор считался вселенским.
Согласно Никите Пафлагону, после осуждения на соборе Игнатия под пытками заставили, насильно водя его рукой, подписать пустой лист, на котором позже было написано, что он не был канонично избран и после избрания правил как тиран. Далее, Никита рассказывает о планах Фотия привести Игнатия в собор Апостолов, анафематствовать и ослепить, после чего в мае 861 года Игнатий, переодевшись, бежал и скрывался на удалённых островах.

### Ответные действия Рима
В конце лета 861 года богато одаренные легаты, сопровождаемые императорским послом протасикритом Львом, отправились в обратный путь. Лев вёз папе соборные акты, а также послания императора Михаила III и патриарха Фотия. Первое из них, не сохранившееся и реконструируемое на основании ответа Николая, информировало папу о состоявшемся суде над Игнатием и вынесенном приговоре. Обширное послание Фотия содержало обстоятельную защиту как его частного случая, так и предлагаемое им видение отношений между поместными церквями, исключающее подчинение Востока Западу. Начав с принципа христианской любви, который в отношении него нарушил Николай, Фотий подчёркивал, что исполнение патриарших обязанностей для него ни желательно, ни приятно. Затем, со ссылками на библейские и церковно-исторические примеры Фотий обосновал допустимость своего избрания из мирян, напомнив так же о различности обычаев поместных церквей. С сожалением Фотий отвечал отказом на просьбу папы отдать под его юрисдикцию иллирийские диоцезы и передать ему право назначать сиракузского епископа. В заключении своего письма Фотий осуждает практику незаконных паломничеств в Рим, когда преступники, под предлогом отъезда на богомолье, получают покровительство папы. Письмо Фотия вызвало неудовольствие папы и он, в присутствии императорского посла и духовенства, объявил, что не давал свои легатам полномочий решать дела и он не согласен с низложением Игнатия и назначением Фотия.
Не достигнув своих целей, в марте 862 года посольство Льва отправилось обратно, получив ответные письма Николая Михаилу и Фотию, датированные 19 марта 862 года. Письмо Фотию содержало обоснование идеи о подчинении христианских церквей Риму. Касаясь частного дела Фотия, папа разбирает его аргументацию и находит её несостоятельной, а приведённые Фотием примеры из истории неподходящими к этому случаю. Принимая это во внимание, Николай принимает решение о необходимости пересмотра дела Игнатия и не утверждает назначение Фотия. В письме к Михаилу, развивая идею примата папы не столь детально, Николай просит императора противодействовать всем, восстающим против Игнатия и повторяет свой приговор над Фотием, которого категорически называет «любодеем». В мягкой форме папа подчёркивает, что его действиями руководит забота об императорском достоинстве и целости константинопольской церкви. Свою точку зрения папа изложил также в изданной 18 марта 862 года энциклике «Ad omnes fideles», адресованной восточным патриархам и всему христианскому миру, приказывая по делу Фотия и Игнатия строго придерживаться папских решений. Ответа на папские послания из Константинополя не последовало.
В сентябре того же года, после возвращения Игнатия из скитаний, в Рим бежал один из его ближайших друзей архимандрит Феогност. Известно, что он прибыл в Рим уже после отбытия Льва. Возможно, уже там он составил на имя папы записку, из которой можно было заключить, что угнетаемая в Константинополе многочисленная партия сторонников Игнатия готова полностью положиться на авторитет римского понтифика.
В апреле 863 года в Риме состоялся собор, на котором заочно были осуждены Фотий и Григорий Асбеста. Были зачитаны акты собора 861 года и письма императора. Призванный на собор Захария Ананьинский был также допрошен, призван виновным в низложении Игнатия, после чего сам был низложен и отлучён. Фотий был обвинён в принадлежности к партии схизматиков, незаконном избрании, созыве незаконного собора, склонении папских легатов к нарушению данных им инструкций, преследованию сторонников Игнатия. По приговору собора Фотий объявлялся лишённым сана с надеждой на восстановление. Вторая часть решений собора осуждала Асбесту и лишала его сана без надежды на восстановление, третья — лишала сана всех ставленников Фотия и четвёртая восстанавливала права Игнатия и анафематствовала всех, кто бы этому восстановлению препятствовал. Из письма папы к восточным патриархам от 13 ноября 866 года можно сделать вывод, что ухудшение отношения Николая к Фотию произошло под влиянием слухов, доставленных ему Феогностом.

## Раскол. 863—867 годы

### Реакция в Византии
Решение папы не привело к изменению позиции императора и патриарха. Через непродолжительное время о нём стало известно более широкой публике из слухов. По мнению Й. Хергенрётера, это известие произвело огромное впечатление, однако он приводит только косвенные доказательства. Согласно Никите Пафлагону, в это время гонения на Игнатия усилились, а попытки подарками и угрозами переманить его сторонников на сторону Фотия участились. При этом Игнатий продолжал воспринимать себя как епископа и священнодействовать.
Летом 865 года император Михаил отправил в Рим очень резкое письмо, текст которого не сохранился. Насколько можно судить из ответного письма папы, император указывал Николаю, что тот должен был считать за честь быть приглашённым на собор в Константинополе, а легаты его там были вовсе не нужны; что восточные патриархи согласны с патриаршеством Фотия, который останется патриархом помимо согласия папы; император требовал выслать из Рима Феогноста и других клеветников; угрожал папе мщением и отрицал наличие у него особых привилегий. Рим был неуважительно назван одряхлевшим, а латинский язык — варварским. Имели место также и личные нападки на Николая. По мнению кардинала Барония, в этом письме «князь демонов через князя земного поднял войну на князя апостолов», а авторство его приписал Фотию. Мнение об участии в его составлении Фотия разделял и Дж. Б. Бьюри. В ответном обширном послании Николай опровергает тезисы императорского письма, подробно останавливаясь на идее разделения церковной и государственной властей и недопустимости приказаний в общении между императором и папой. Так было при предшественниках Михаила, и даже в его предыдущем письме. В очередной раз обосновывая незаконность суда и приговора над Игнатием, папа спрашивает: если Игнатий был законно осуждён в 859 году, зачем понадобился в таком случае повторный суд? Тем более, что на суде 859 года свидетелями выступали люди, не имеющие права свидетельствовать по причине подчинённости Игнатию или личной к нему вражды. Также он отметил, что суд происходил под давлением светской власти. Далее Николай обосновывал причины, почему данное дело не могло быть решено без участия папы, излагая свою теорию о привилегиях римского престола. Требование выслать Феогноста и других папа решительно отверг, отстаивая своё право предоставлять убежище. Возвращаясь к делу Игнатия, Николай предложил устроить в Риме суд под своим председательством, на который стороны бы прислали своих представителей или, если имели такое желание, могли присутствовать лично. В случае исполнения этой просьбы, папа разрешит императору церковное общение с Римом, Игнатием и его партией, но не партией Асбесты.

### Болгарский вопрос

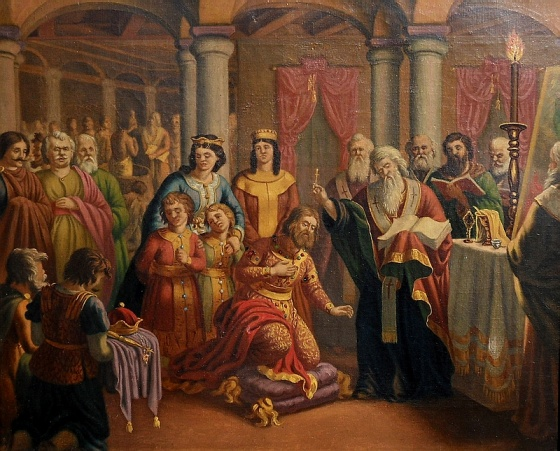
Крещение Преславского двора, Н. Павлович, XIX век

Причину того, почему которым папа Николай в своих решениях относительно Фотия оставлял возможность для компромисса, исследователи видят в борьбе за христианизацию Болгарии и других славянских государств. На момент описываемых событий болгары ещё оставались язычниками, но было очевидно, что принятие ими христианства это вопрос недалёкого будущего. В конфликте между князем Великой Моравии Ростиславом и королём Восточно-Франкского королевства Людовиком II важным оказалось заручиться поддержкой болгар, которых каждая из сторон пыталась сделать их своими союзниками. В 845 и 852 году Людовик отправил к болгарам посольства, однако тогда победило влияние Ростислава. В 855 году союз между Моравией и Болгарией распался, поскольку войну с Людовиком Ростислав далее продолжал уже один, а к 861 году относят заключение формального союза болгар с франками. При его заключении, или около 863 года, князю болгар Борису I (852—889) было предложено принять крещение, на что тот принципиально согласился. В конце 862 года Ростислав вместе со своим племянником Святополком отправили в Константинополь посольство с целью донести до сведения византийского правительства информацию о планах Людовика и с предложением прислать миссионеров, способных вести проповедь на славянском языке. Вероятно, князю было известно об относительно успешной хазарской миссии Кирилла и Мефодия, которые в результате и были посланы для проповеди в Моравию.
Весной 864 года византийцы вместе со своими моравскими союзниками вторглись в Болгарию, вскоре после чего Борис капитулировал. В результате болгары приняли крещение, но не от папы, как ожидал Николай, а от греков. Борис был чрезвычайно впечатлён как церемонией крещения, проведённой лично патриархом, так и самим Фотием, в результате чего ему захотелось иметь при своём дворе собственного патриарха. В ответ на это желание он получил длинное послание Фотия с рекомендациями о том, как подобает себя вести христианскому правителю в общественной и частной жизни. После этого Борис вспомнил о франкских священниках и обратился с посланием к Людовику и папе Николаю. Болгарское посольство с просьбой о назначении болгарского патриарха достигло Рима в августе 866 года. Воспользовавшись внезапно открывшейся возможностью, папа согласился на образование болгарской церкви, непосредственно подчинённой Риму. В ответном послании Борису от 13 ноября 866 года Николай подчёркивал превосходство римского епископа над константинопольским, занимающим всего лишь четвёртое место по старшинству поместных церквей. Также в качестве источника гражданского права рекомендовался не свод Юстиниана, а сборник ломбардских законов. Письма папы, содержавшее ответы на десятки волновавших болгар вопросов, были встречены в Болгарии с большим удовлетворением. Разрешение всем — и мужчинам и женщинам — носить штаны, равно как и собственный архиепископ, который по уверению папы ничуть не хуже патриарха, тем более такого поддельного, как Фотий, вполне удовлетворили Бориса. Под влиянием папы и при участии его посланцев к двору князя Бориса, в числе которых был будущий папа Формоз, из Болгарии были изгнаны византийские священники, а византийский обряд заменён латинским.
Развивая достигнутый успех, весной 867 года папа решил отправить из Болгарии в Константинополь посольство с письмами императору, Фотию, Варде, императрицам, сенаторам и некоторым представителям духовенства. Письмо Михаилу, написанное в более спокойном тоне, чем письмо от 865 года, вновь объясняло, почему Игнатий должен быть восстановлен. Остальные письма, написанные примерно в тех же выражениях, не оставляли сомнения, что конечной целью Николая является падение Фотия. Делегация была остановлена на границе, и встретив закономерно холодный приём, была оставлена до получения распоряжений из столицы. В ожиданий инструкций византийские чиновники задержали легатов на 40 дней. К этому времени в Византии уже давно было известно о франкских нововведениях в Болгарии: разрешении употреблять на Великий пост сыр и молоко и, что являлось с точки зрения Константинопольской церкви несомненной ересью — доктрина об исхождении Святого Духа не только от Отца, но и от Сына, то есть филиокве. За время пребывания папских послов успел состояться собор, на котором все эти идеи были осуждены. Вернувшийся к легатам посланец сообщил об этом решении и необходимом условии их пропуска в столицу — признании Фотия единственным законным патриархом. Не имея возможности согласиться на это, легаты вернулись в Болгарию, увозя непрочитанные послания.

### Константинопольский собор 867 года
Вне зависимости от того, было ли изгнание из Болгарии греческих миссионеров следствием отрицания поставленной Фотием церковной иерархии или враждебным актом ко всей греческой церкви, византийское правительство не было готово отказаться от своих планов по расширению своего влияния на Балканах. Соответственно, события требовали ответа со стороны константинопольского патриарха. Хотя латинские обрядовые практики и филиокве были осуждены поместным собором, Фотий решил созвать более представительное собрание епископов. В качестве приглашения Фотий разослал восточным патриархам Окружное послание. В этом документе Фотий сообщает о деятельности в Болгарии латинских миссионеров, перечисляет введённые ими обрядовые и догматические новшества, даёт последним отрицательную оценку на основании церковного предания и канонов, сообщает о вынесенном приговоре константинопольского собора и приглашает патриархов на новый собор где, в частности, будут рассмотрены жалобы на папу Николая, поступившие от итальянских епископов.
Протоколы собора не сохранились, из-за чего существует точка зрения, что он не состоялся. Тем не менее, сохранившиеся источники дают основания полагать, что летом 867 года всё же прошёл довольно представительный собор, на котором обсуждались болгарские проблемы, а также обвинения против папы, выдвинутые итальянскими и немецкими епископами. Были заслушаны письменные и личные показания свидетелей, на основании которых папе заочно был вынесен обвинительный приговор. По свидетельству Анастасия Библиотекаря, большинство собрания было против приговора. Никита Пафлагон утверждает, что Фотий пытался привлечь на свою сторону Людовика Немецкого, обещая ему императорский титул после изгнания папы из Рима, а по Митрофану Смирнскому провозглашение Людовика императором произошло прямо на соборе.
Скорее всего, нападки на папу имели целью изменить ситуацию в Болгарии, произведя впечатление на Бориса, так как ранее Фотий выступал за допустимость региональных отличий в церковной жизни. Также вопрос о филиокве вряд ли был очень острым, так как когда в своём первом письме к Николаю Фотий изложил свой символ веры без прибавления «и от Сына», это не встретило возражений со стороны Николая. Благодаря тому, что Николаю удалось убедить Запад в том, что целью Фотия было осудить всю латинскую церковь, а свой престол сделать первым по значению, Фотий не нашёл поддержки.

## Завершение раскола

### Свержение Михаила и Фотия

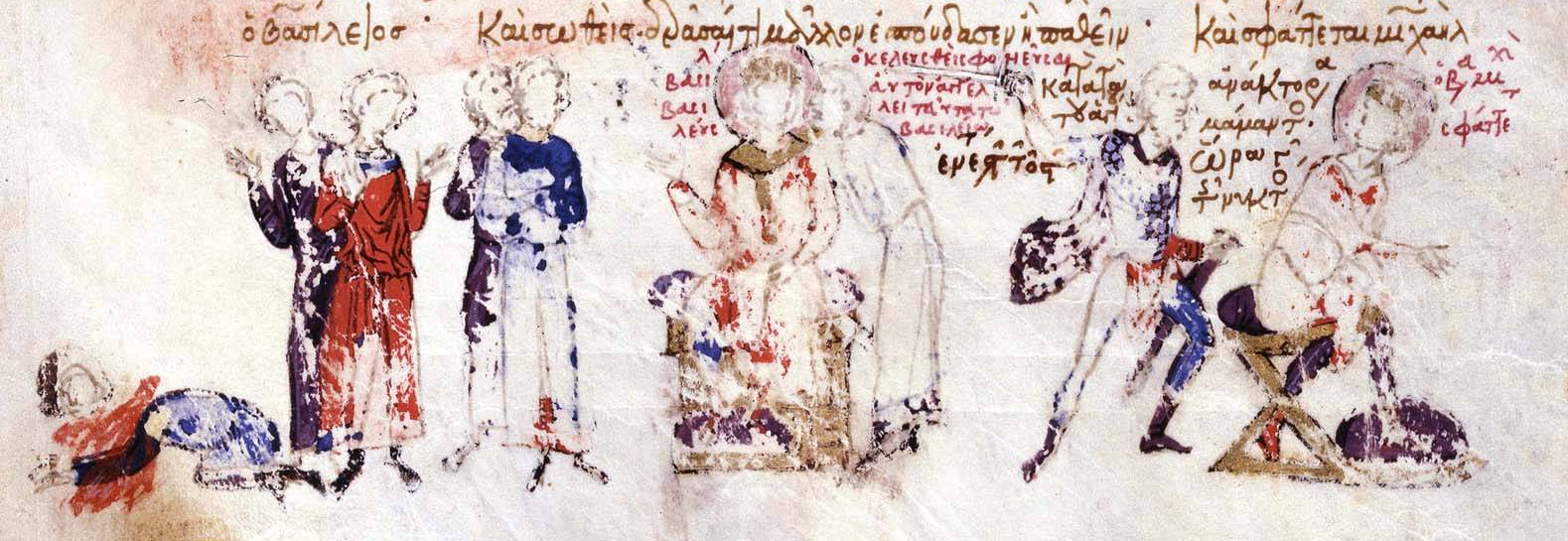
Убийство Михаила III. Иллюстрация из «Истории» Иоанна Скилицы

24 сентября 867 года император Михаил III был убит в результате заговора Василия Македонянина (867—886). Необходимость обосновать убийство своего благодетеля привела к кампании по очернению его памяти и необходимости отказа от проводимой им политики. Таким образом, в церковных вопросах Василию ничего не оставалось как поддержать партию Игнатия. Вероятно, установление контактов Василия с игнатианами следует отнести ко времени убийства Варды в апреле 866 года.
Первые действия Василия в области церковной политики были посвящены отмене начинаний своего предшественника. Какова точно была последовательность событий, приведших к низложению Фотия, неизвестно. Считается, что это произошло или в первый же день после убийства Михаила, или вскоре после этого. Существует две версии о том, каковы были непосредственные причины низложения Фотия. Согласно продолжателю Георгия Амартола, патриарх выступил резко против действий Василия, назвав его разбойником и отцеубийцей и отказал ему в причастии. Другая версия приводится Анастасием Библиотекарем, и согласно ей Фотий мирно покинул патриарший престол по просьбе Василия. По мнению А. Каждана, Василий руководствовался внешнеполитическими соображениями, рассчитывая на поддержку из Западной Европы в борьбе с арабами.
3 ноября 867 года, в годовщину начала своего первого патриаршества, Игнатий снова возглавил константинопольскую церковь. Сразу же после восшествия на трон Василия были остановлены послы в Италию, которые должны были доставить Людовику Немецкому деяния константинопольского собора. Тогда же было направлено посольство в Рим с целью информировать папу о произошедших изменениях. Получивший весной 868 года послание Василия Адриан II (867—872) с удовлетворением воспринял случившееся как результат усилий своего предшественника. Императорское посольство достигло Рима только в конце зимы 869 года, после чего в Риме состоялся собор, на котором Фотий и все подписавшие акты Константинопольского собора 867 были отлучены, а сами привезённые послами акты торжественно сожжены. Ответное посольство повезло в Константинополь письмо Игнатию, в котором, помимо известных заявлений о низложении Фотия, Григория Асбесты и всех поставленных ими епископов, содержалось указание, как следует поступить с теми епископами, которые были рукоположены предшественниками Фотия — с целью получения прощения им следовало подписать специальный документ «Libellus satisfactionis». Императору предписывалось созвать большой собор под председательством легатов, на котором акты созванных при Фотии соборов должны были быть сожжены.

### Константинопольский собор 869—870 годов
По мнению Ф. Дворника, в планы Василия не входили созыв собора и новое рассмотрение уже решённых вопросов. Целью императора было удовлетворить желание папы Николая и произвести разбирательство с участием обеих сторон в Риме, заручившись там образом поддержкой папского престола, которая была ему нужна с учётом обстоятельств его прихода к власти. Цели добиться полного уничтожения партии Фотия и либеральной церковной партии у него не было. Вероятно, если бы он своевременно узнал о смерти Николая, он бы смог добиться каких-то уступок от нового папы.

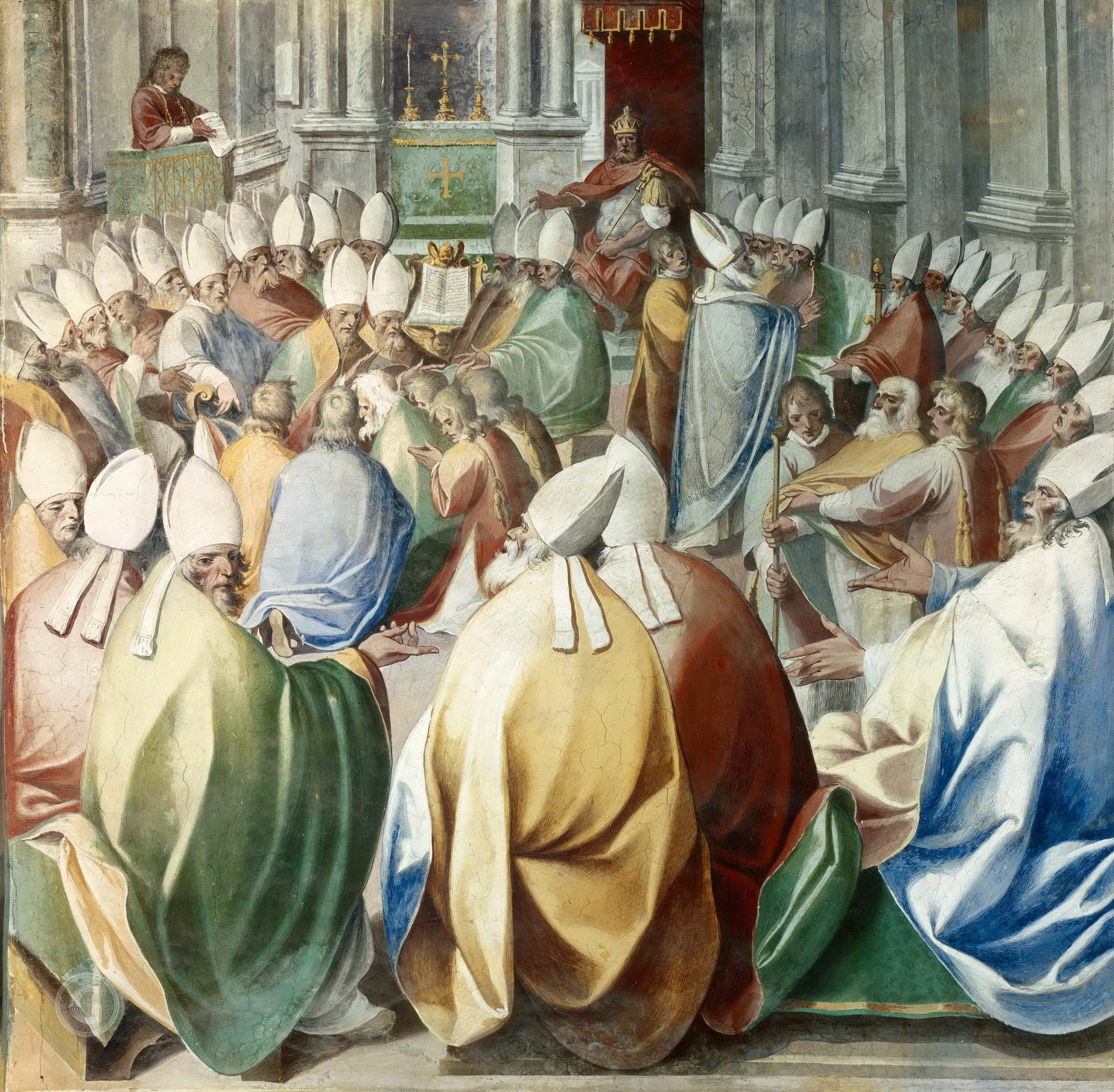
Четвёртый Константинопольский собор, картина Ч. Неббиа (1536—1614)

Тем не менее собор открылся 5 октября 869 года, и легаты с удивлением обнаружили, что той широкой поддержки Игнатию, о которой в Риме говорил Феогност, на самом деле нет — на первом заседании присутствовало только 12 епископов-игнатиан. Также присутствовали три легата (епископы Донат Остийский и Стефан Непийский и диакон Марин). В качестве представителя патриарха Иерусалимского выступал пресвитер Илья, от антиохийского патриарха присутствовал митрополит Фома Тирский, от александрийской патриархии никого не было. На первом заседании были проверены полномочия иностранных участников собора и признаны достаточными, после чего был зачитан «Libellus satisfactionis». Под этим документом, утверждавшим о главенстве папы в христианской церкви и необходимости осуждения Фотия без суда на основании его решения, необходимо было поставить подпись и каждый экземпляр такой расписки передать легатам. На втором заседании произошла церемония прощения духовенства, находившихся в общении с Фотием. Желающих подписать «Libellus» было невелико — 10 епископов, 11 пресвитеров, 9 диаконов и 6 иподиаконов; им также была назначена необременительная епитимья. Третье заседание, состоявшееся 11 октября, насчитывало уже 23 епископа и было посвящено безуспешным попыткам добиться от двух архиереев до-фотиевского посвящения, но находившихся в общении с Фотием, подписать «Libellus». Четвёртое заседание было посвящено выяснению, были или нет Феофил и Захария приняты как епископы в Риме папой Николаем в 861 году. Как оказалось, народ недоумевает — если они были признаны в таком качестве папой хоть на минуту, то это значило, что он признавал и патриаршество Фотия. Попытка решить этот вопрос без участия Феофила и Захарии ни к чему не привела и, после отклонения протестов легатов, епископы были приглашены на собор. Они сообщили, что священнодействовали вместе с папой и что это мог бы подтвердить легат Марин, бывший там в то время. Марин это воспоминание опроверг, после чего были зачитаны письма папы Николая, из которых следовало, что он Фотия патриархом не признавал.
На пятое заседание собора был приглашён Фотий, которого пытались убедить осудить свои заблуждения, но вместо этого Фотий либо отвечал молчанием, либо указывал на незаконность суда над ним. Основным аргументом его оппонентов было то, что, упорствуя, Фотий противопоставляет себя всей церкви, которая представлена пятью патриархиями. В шестом заседании принял участие император Василий, и в его присутствии состоялся диспут, в ходе которого ученик Фотия отверг непогрешимость пап, указав на то, что и ранее папы принимали ошибочные решения, в частности, когда папа Юлий I принял в общение Маркелла Анкирского в период арианских споров. После ответной речи Митрофана Смирнского с контраргументами игнатиан было заслушано обращение императора, в котором была обрисована печальная картина в византийской церкви и содержались призывы к фотианам прекратить упорствовать в своих заблуждениях. После седьмого заседания, на котором была провозглашена анафема Фотию, Асбесте и их сторонникам, состоялось ещё одно, которое также не привело к изменению позиций сторон. На нём были сожжены акты соборов, состоявшихся при Фотии. Также была произведена попытка обнаружить лиц, представлявших восточные патриархии на соборе 867 года, и после обнаружения они были признаны не имевшими полномочий. Затем — то есть уже после сожжения актов собора — были опрошены митрополиты, подписывали ли они эти акты, на что те ответили отрицательно. Всё это, по мнению легатов, делало к Фотию применительным постановление Латеранского собора 649 года, на котором виновные в подделке документов осуждались навеки.
Затем в деятельности собора наступил перерыв до февраля 870 года, когда к заседаниям присоединился александрийский архидиакон Иосиф, имевший бесспорные полномочия представлять на соборе александрийскую церковь, выданные патриархом Михаилом II. 12 февраля он зачитал послание патриарха, из которого следовало, что в Александрии не очень хорошо знают подробности происходившего в Константинополе. В послании также приводился пример из «Церковной истории» Евсевия Кесарийского, описывающий случай, когда в III веке в Иерусалиме было одновременно два патриарха. Далее в ходе собора были допрошены свидетели, показавшие, что в 861 году Игнатий был осуждён незаконно и что Фотий не проявлял достаточного усердия в наставлении Михаила III и не препятствовал тому пьянствовать и богохульствовать.
На последнем заседании, состоявшемся 28 февраля 870 в присутствии императора, его сына Константина, 109 архиереев, 20 патрикиев, болгарского посольства и представителей Людовика Немецкого, прибывших для переговоров о заключении брака Константина с дочерью Людовика, были зачитаны постановления собора. Повелевалось строжайшим образом соблюдать то, что было решено папами Николаем и Адрианом; Фотий никогда не был епископом, и все лица, посвящённые им, лишаются сана; епископы и клирики, посвящённые до Фотия, но не подчинившиеся собору, низлагаются; все осуждённые собором лишались права преподавать науки и писать иконы. Ряд постановлений собора был направлен на ограничение влияние государства на дела церкви — было запрещено возводить в церковные должности мирян, участие представителей императора в избрании епископа запрещалось, как и присутствие императоров на соборах, за исключением вселенских.

## Последствия
Уже в ходе собора у его византийских участников возникали опасения, не будут ли принятые решения и подписки использоваться для укрепления авторитета папы. Анастасий Библиотекарь сообщает о попытке императорских слуг украсть у легатов заполненные подписки. Даже в решениях собора можно увидеть попытку уклониться от точного исполнения воли папы. Так, Ф. Дворник отмечает, что всюду папа указывался, хотя и первым, в ряду остальных патриархов. Уже после закрытия собора выяснилась цель, с которой прибыло на него болгарское посольство — князь Борис, обиженный на папу за нежелание назначить архиепископа по своему выбору, решил поставить вопрос о том, какому патриархату должна подчиняться Болгария. Возможно также, что этот шаг Бориса был вызван опасениями, что Византия может поддержать его сына Владимира во внутренней борьбе за власть. Несмотря на протесты легатов, что собор уже закончен и они не уполномочены решать такие вопросы, которые — по их мнению — относятся только к компетенции папы, решение было принято без их участия. На собрании восточных патриархов было решено, что Болгария относится к Константинопольской церкви.
В первое время после собора 870 года Фотий находился в заточении в одном из пригородных монастырей. Вскоре выяснилось, что партия игнатиан в силу своей малочисленности не в состоянии управлять церковью, а сторонники Фотия не выказывают намерения отречься от своего лидера. Даже по свидетельству его противников, среди сторонников Фотия никто не отрёкся от него. Во многих городах действовало по епископу от каждой партии, а после смерти игнатианского епископа его часто было некем заменить. Когда для правительства стало ясно, что необходимо каким-то образом вернуть к власти партию Фотия, император вступил в переговоры с папой Иоанном VIII (872—882). Однако ещё до получения Василием ответа на свой вопрос 80-летний Игнатий скончался 23 октября 877 года. На третий день после его смерти Фотий вернулся на патриарший престол. К этому времени ввиду сложного внешнеполитического положения в Италии папе ничего не оставалось, кроме как принять Фотия в общение, а в августе 879 года он обратился с окружным посланием, в котором призывал противников Фотия примириться с ним, не считаясь с принятыми собором 870 года решениями. Окончательно Фотий был восстановлен в правах решением собора, проходившего с ноября 879 по март 880 года. На этом соборе выяснилось, что восточные патриархи никогда не отказывались от общения с Фотием, а александрийский патриарх Михаил II через своего посланника Косму сообщил, что представлявший его церковь в 869 году Иосиф был самозванец. Болгарский вопрос на этом соборе решён не был.
Конфликт умеренной и радикальной партий в византийской церкви не закончился со смертью Игнатия и Фотия, а продолжался до конца существования Византийской империи.

### Первичные источники
- Nicetas David. The Life of Patriarch Ignatius. — Dumbarton Oaks, 2013. — 188 p. — (Dumbarton Oks texts). Архивировано 12 мая 2014 года.

### Исследования
на английском языке
- Bury J. B. A history of the Eastern Roman empire from the fall of Irene to the accession of Basil I. — London, 1912. — 530 p.
- Dvornik F. The Photian Schism: History and Legend. — Cambridge: Cambridge University Press, 1948. — 504 p.
- Shepard J. Slavs and Bulgars // The New Cambridge Medieval History. — Cambridge University Press, 2008. — Т. II. — С. 228—248. — ISBN 0—521—36292-X.

на русском языке
- Курганов Ф.А. К исследованию о патриархе Фотии: (отзыв о сочинении проф. А.М. Иванцова-Платонова, представленном на соискание Макарьевской премии) // Христианское чтение. — 1895. — № 1—2. — С. 174—220.
- Лебедев А. П. История разделения церквей в IX-м, X и XI веках. — М., 1900. — 415 с.
- Лебедев А. П. Очерки внутренней истории Византийско-восточной церкви в IX, X и XI веках. — Алетейя, 1998. — 306 с. — (Византийская библиотека). — ISBN 5—89329-053—1.
- Лебедев А. П. История Константинопольских соборов IX века. — СПб.: Алетейя, 2001. — 315 с. — (Византийская библиотека. Исследования). — ISBN 5—89329—370—3.
- Лупандин И. Фотиева схизма // Католическая энциклопедия. — Издательство францисканцев, 2011. — Т. IV. — С. 1822—1823. — ISBN 978—5—89208-096—5.
- Россейкин Ф. М. Первое правление Фотия, патриарха Константинопольского. — Сергиев Посад, 1915. — 491 с. (недоступная ссылка)

на французском языке
- Ahrweiler H. Sur la carrière de Photius avant son patriarcat // Byzantinische Zeitschrift. — 1965. — Т. 58. — ISBN 348—363.
- Dvornik F. Les légendes de Constantin et de Méthode vues de Byzance. — Prague, 1933. — 443 p.
- Hefele C. J., Leclerq H. Histoire des conciles. — Paris, 1870. — 669 p.
- Hefele C. J., Leclerq H. Histoire des conciles. — Paris, 1911. — 612 p.